# Yvon Villarceau

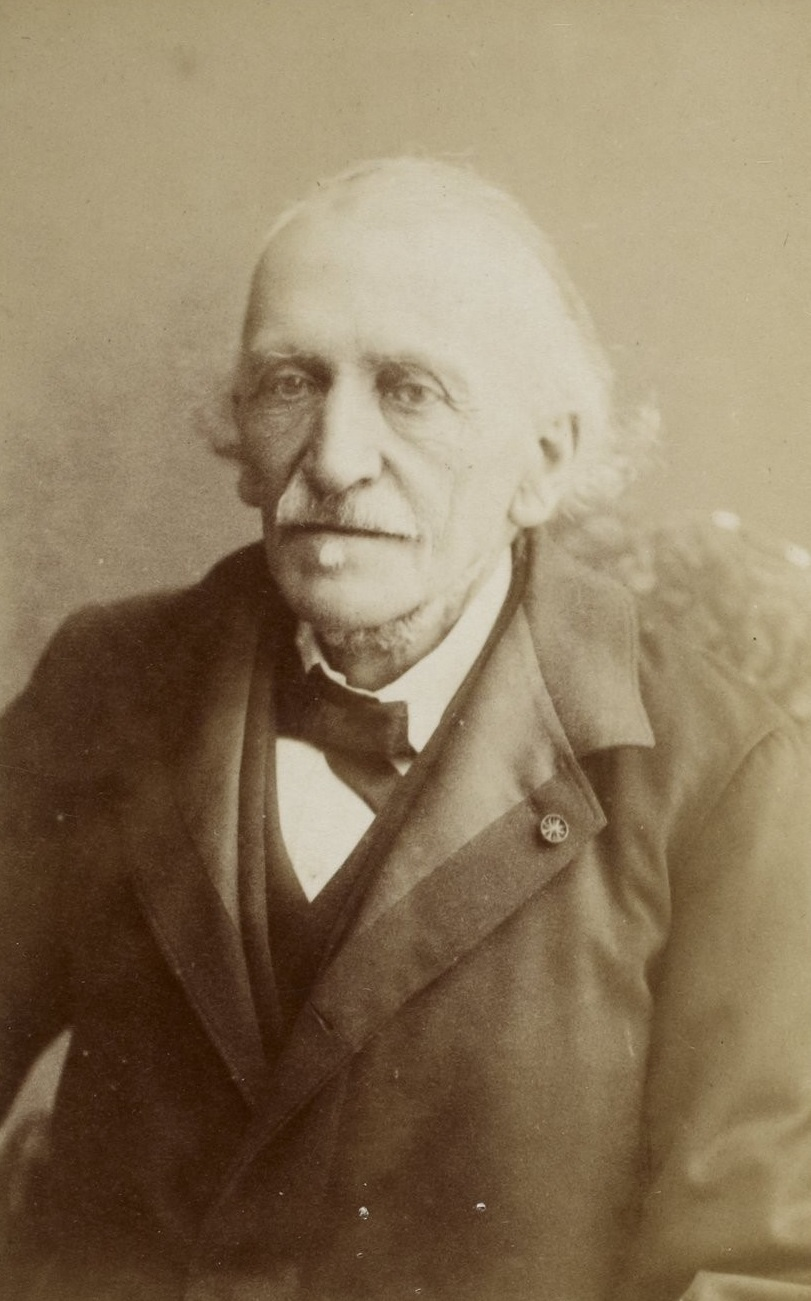
Yvon Villarceau (1883)

Antoine-Joseph Yvon Villarceau (ur. 15 stycznia 1813 w Vendôme, zm. 23 grudnia 1883 w Paryżu) – francuski astronom, matematyk i inżynier. Od 1846 roku pracował w obserwatorium paryskim. Zajmował się m.in. obliczeniami orbit komet i składników gwiazd podwójnych.

## Wybrane publikacje
- Mecanique Celeste. Expose des Methodes de Wronski et Compsantes des Forces Perturbatrices suivant les Axes Mobiles (Paris: Gauthier-Villars, 1881).
- Sur l'établissement des arches de pont, envisagé au point de vue de la plus grande stabilité (Paris: Imprimerie Impériale, 1853).